# Fullblast
Albums de Kiko Loureiro
Universo Inverso
(2006)
Fullblast est le troisième album solo de Kiko Loureiro, guitariste du groupe brésilien de heavy metal Angra.

## Liste des morceaux
1. Headstrong - 4:50
2. Desperado - 5:46
3. Cutting Edge - 3:53
4. Excuse Me - 4:27
5. Se Entrega, Corisco! - 6:31
6. A Clairvoyance - 3:19
7. Corrosive Voices - 4:28
8. Whispering - 5:54
9. Outrageous - 6:11
10. Mundo Verde - 1:48
11. Pura Vida - 4:11
12. As It Is, Infinite - 2:17

## Formation
- Kiko Loureiro (guitare, claviers, percussions et programmation)
- Felipe Andreoli (basse)
- Mike Terrana (batterie)
- DaLua (percussions)
- Yaniel Matos (Fender Rhodes sur Whispering)